# Hổ cái Champawat
Hổ cái Champawat là một con hổ cái Bengal sống ở vùng Champawat của Ấn Độ. Con hổ cái được coi là tử thần vùng Champawat. Trong chưa đầy một thập kỷ của thế kỷ XX nó đã giết và ăn thịt tới 436 người dân ở vùng biên giới Ấn Độ - Nepal và tạo nên một kỷ lục là kẻ ăn thịt người nhiều nhất trong lịch sử động vật. Con hổ cái này cuối cùng đã bị tiêu diệt bởi tay thợ săn người Anh Jim Corbett vào năm 1907.

## Lịch sử

### Tại Nepal
Theo Peter Byrne, thợ săn chuyên nghiệp và tác giả người Nepal, hổ Champawat từng sống ở khu vực gần dãy Himalaya và con hổ này bắt đầu những cuộc tấn công của mình trong ngôi làng Rupal ở phía tây Nepal gần dãy Himalaya trong thời gian cuối thế kỷ 19, với hàng tá người bị phục kích khi họ đi ngang qua rừng. Hàng chục đàn ông, phụ nữ và trẻ em đã bị phục kích trong các khu rừng rậm. Những cuộc tấn công diễn ra thường xuyên và đẫm máu tới mức nhiều người đã nghĩ tới chuyện ma quỷ. Cho đến khi một người thợ săn trong vùng phát hiện và bắn một con hổ cái, nguyên nhân thực sự mới được làm rõ. Phát đạn bắn trượt và con hổ cái đã thoát chết dù gãy hai răng, nó đau đớn và kiệt sức không thể đi săn mồi được bình thường, nhưng nỗi tức giận biến con hổ cái biến thành một kẻ chuyên đi săn người.
Sau đó con số nạn nhân tăng lên đến con số 200 người. Nhiều thợ săn đã được tuyển tới vùng tìm cách bắn hạ con hổ này nhưng nó quá khôn ngoan và thậm chí ẩn náu rất giỏi tới mức hiếm ai có thể nhìn thấy nó. Cuối cùng, chính phủ Nepal buộc phải huy động quân đội vào cuộc, đây là trường hợp hiếm hoi trong lịch sử mà quân đội được cho là cần thiết phải can thiệp vào sự cố động vật tấn công người hàng loạt. Tuy nhiên quân đội Nepal vẫn không bắt được con hổ cái. Tuy nhiên, dù thất bại trong việc bắt giữ hoặc giết chết con hổ nhưng các binh sĩ đã áp dụng các biện pháp siết chặt như tạo tiếng động lớn để buộc con hổ phải từ bỏ lãnh thổ của mình.

### Tại Ấn Độ
Con hổ đã rời bỏ lãnh thổ của mình, vượt qua sông Sarda ở biên giới để vào địa phận Ấn Độ và tiếp tục hoành hành ở huyện Kumaon thuộc bang Uttarakhand. Càng giết nhiều người thì nó lại càng khiến nó trở nên táo bạo hơn và càng không sợ hãi con người. Nó bắt đầu rình mò và tấn công các ngôi làng vào cả ban ngày. Hầu hết nạn nhân của nó bao gồm phụ nữ và trẻ em, vì họ là những người có nguy cơ cao nhất do thói quen vào rừng để thu thập tài nguyên để nuôi gia súc, kiếm củi và chế tạo. Cuộc sống trên khắp khu vực trở nên tê liệt, thậm chí đàn ông cũng không dám ra khỏi túp lều của họ để làm việc bởi tiếng gầm của con hổ ngày ngày vẫn vang lên ầm ầm từ phía khu rừng. Những người dũng cảm muốn đi săn hổ và kết thúc cuộc sống sợ hãi kéo dài cũng đều phải chịu chung số phận. Chỉ đến khi người thợ săn kiêm Đại tá nổi tiếng Jim Corbett vào cuộc, cơn ác mộng mới cơ hội được thực sự kết thúc.
Corbett đã lần theo con hổ bằng vết máu của nạn nhân mới nhất của nó là một cô gái ở độ tuổi thiếu niên khoảng 16 tuổi. Dù là người dũng cảm nhưng ông cũng không khỏi bàng hoàng về những gì mình được chứng kiến trong hang, ông đã tìm được xác chết của cô vào ngày hôm sau. Sau khi suýt bị con hổ phục kích trong khi điều tra thi thể của nạn nhân và dọa nó bằng hai phát súng từ khẩu súng trường của mình, Corbett phải tạm thời từ bỏ cuộc săn lùng, quyết định nhờ cậy vào dân làng và tổ chức đánh chiêng tạo tiếng ồn lớn vào ngày hôm sau ở hẻm núi sông Champa để dụ con vật lao ra. Nhờ chiến thuật đó, ông ta đã tìm thấy và nổ súng tiêu diệt con hổ cái này.
Với sự giúp đỡ của tehsildar Champawat, tiếng chiêng trống được tạo ra bởi khoảng 300 dân làng, khiến con hổ hoảng loạn xông ra, giúp Corbett định vị được mục tiêu. Và ngày hôm sau, khoảng giữa trưa, Corbett đã bắn chết con hổ cái. Những phát súng đầu tiên của Corbett đã bắn trúng vào ngực và vai, và phát súng cuối cùng của ông, được thực hiện bằng súng trường của tehsildar sau khi súng của ông ta hết đạn, bắn vào chân con vật, khiến nó gục xuống chỉ 6 m (20 ft) trước mặt ông ấy. Con hổ cái bị tiêu diệt trong năm 1907, một kỳ công đáng kể xác nhận của khoảng 300 dân làng. Những người dân địa phương bắt đầu cảm thấy nhẹ nhõm hơn. Tổng cộng nó đã giết chết 436 người và còn có rất nhiều người nữa không được thống kê, nó thực sự là con hổ giết người nhiều nhất trong lịch sử của loài hổ.
Khi khám nghiệm tử thi con hổ, Jim Corbett đã khám phá ra nguyên nhân dẫn đến thói quen tấn công người của nó là do từng bị đạn bắn (trong lần một người thợ săn nổ súng ở Nepal), một số cái răng bị gãy vỡ (trong đó có 2 răng nanh) gây chứng đau răng thường xuyên khiến nó khó thể săn giết được những con mồi khoẻ mạnh, nhanh nhẹn, nên chuyển sang đối tượng dễ tấn công hơn là người nên nó quay sang tấn công con người. Các cuộc kiểm tra tiếp theo được thực hiện bởi Corbett cho thấy con hổ vẫn ở trong tình trạng khỏe mạnh về thể chất (trừ hàm răng của nó) và ước tính con vật từ 10 đến 12 tuổi.

## Ghi nhớ
Như vậy, hổ cái Champawat từng trở thành nỗi kinh hoàng ở Nepal, với việc giết 200 người, trước khi tới bang Uttarakhand ở Bắc Ấn Độ. Và khi xâm nhập vào Ấn Độ, nó vẫn tiếp tục giết người, nâng tổng số người chết dưới móng vuốt của mình lên 430-436 người. Hiện nay, tại thị trấn Champawat gần cầu Chataar và trên đường đến Lohaghat, người ta đã đặt một tấm bảng xi-măng, đánh dấu nơi con hổ bị hạ sát. Tuy nhiên, vị trí chính xác nơi mà con hổ đã bị giết bởi Jim Corbett là gần hơn với vị trí hiện tại của nhà máy thủy điện đó là từ tấm bảng này khoảng 1 km (0,62 dặm). Những chi tiết về con hổ cái Champawat và làm thế nào nó đã bị hạ sát có thể được tìm thấy trong cuốn sách Những kẻ ăn thịt người ở Kumaon (năm 1944), cũng được viết bởi chính Corbett.